# 三椏村

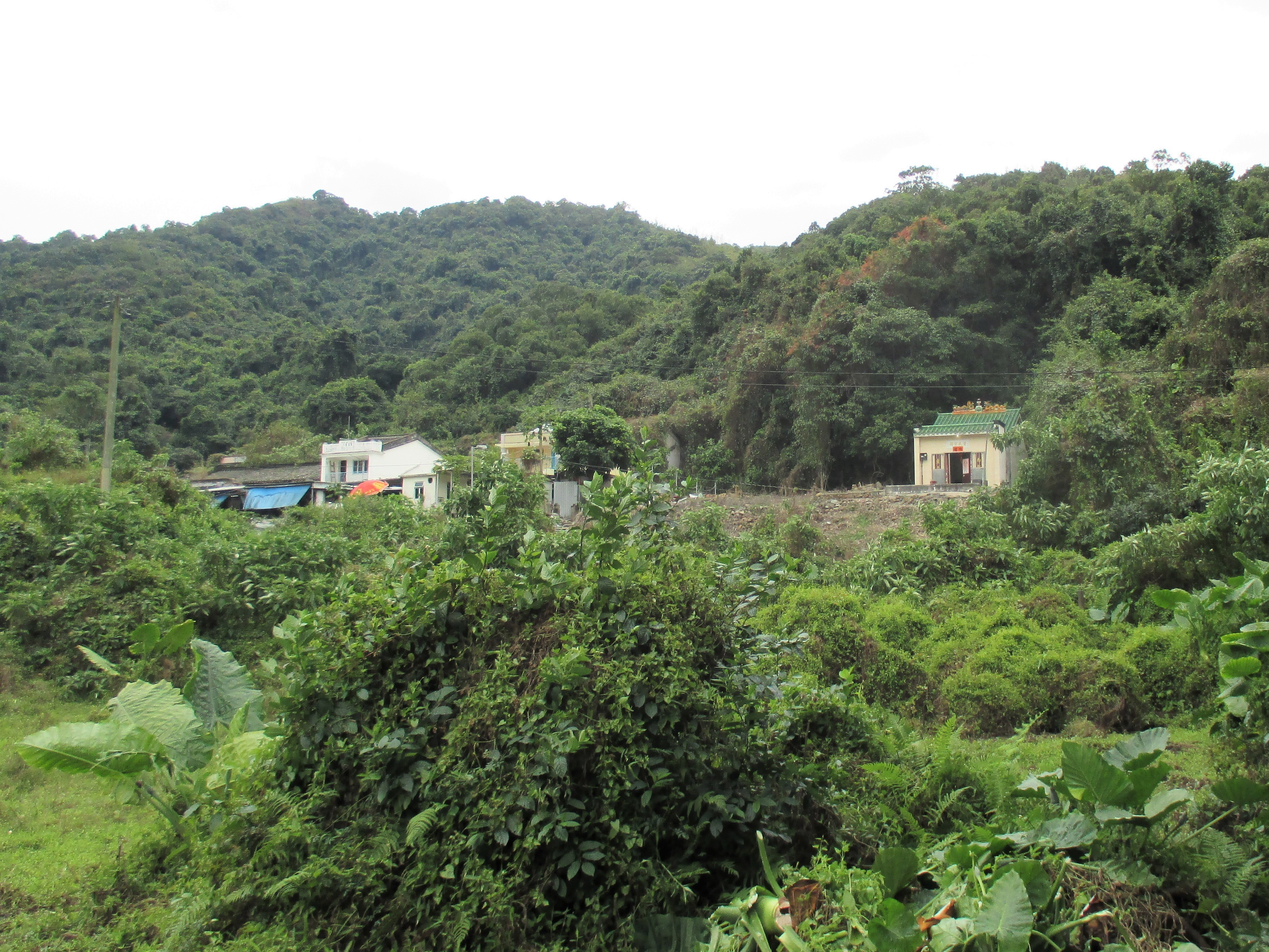
三椏村，右側為曾氏宗祠

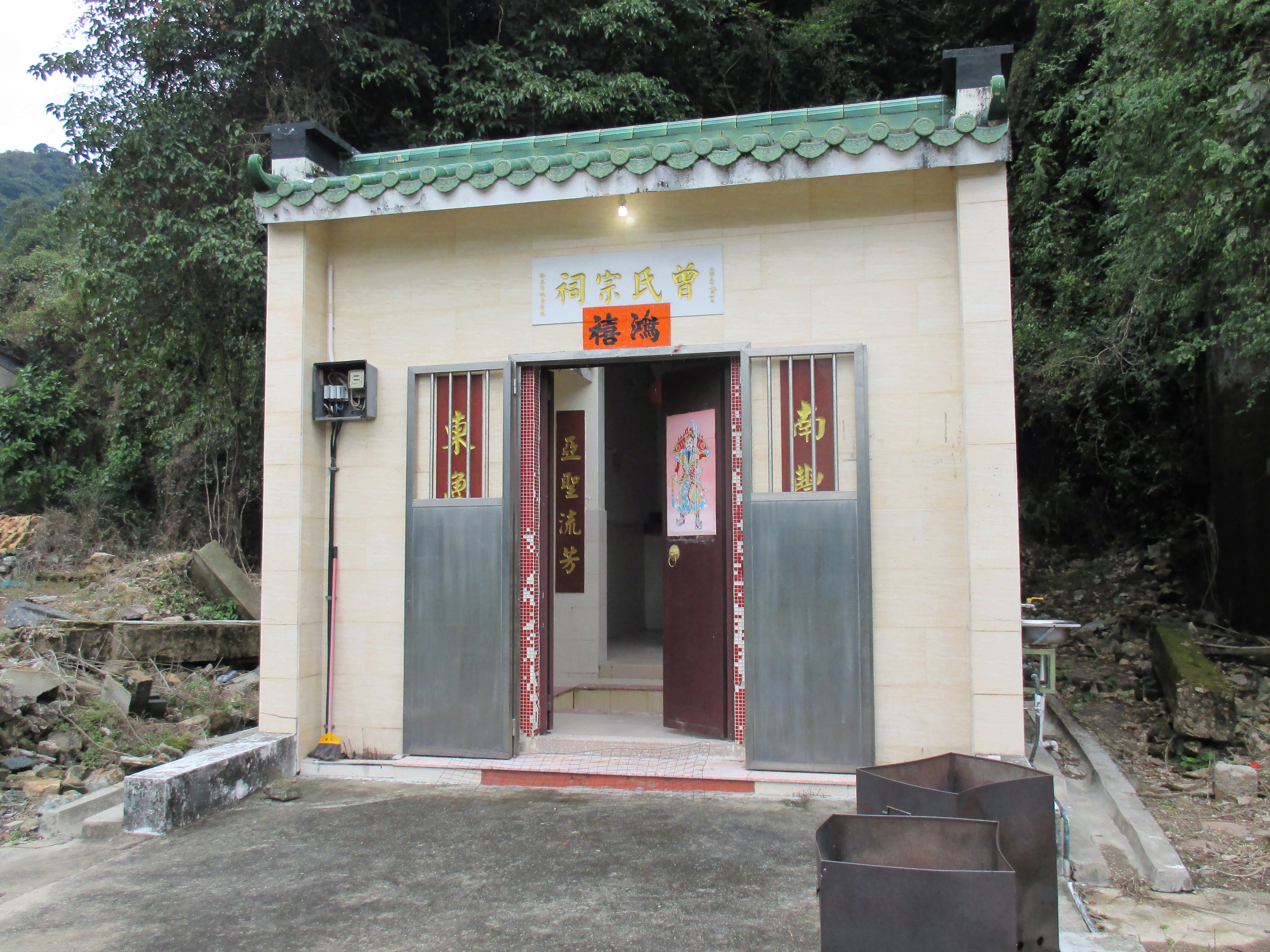
三椏村曾氏宗祠

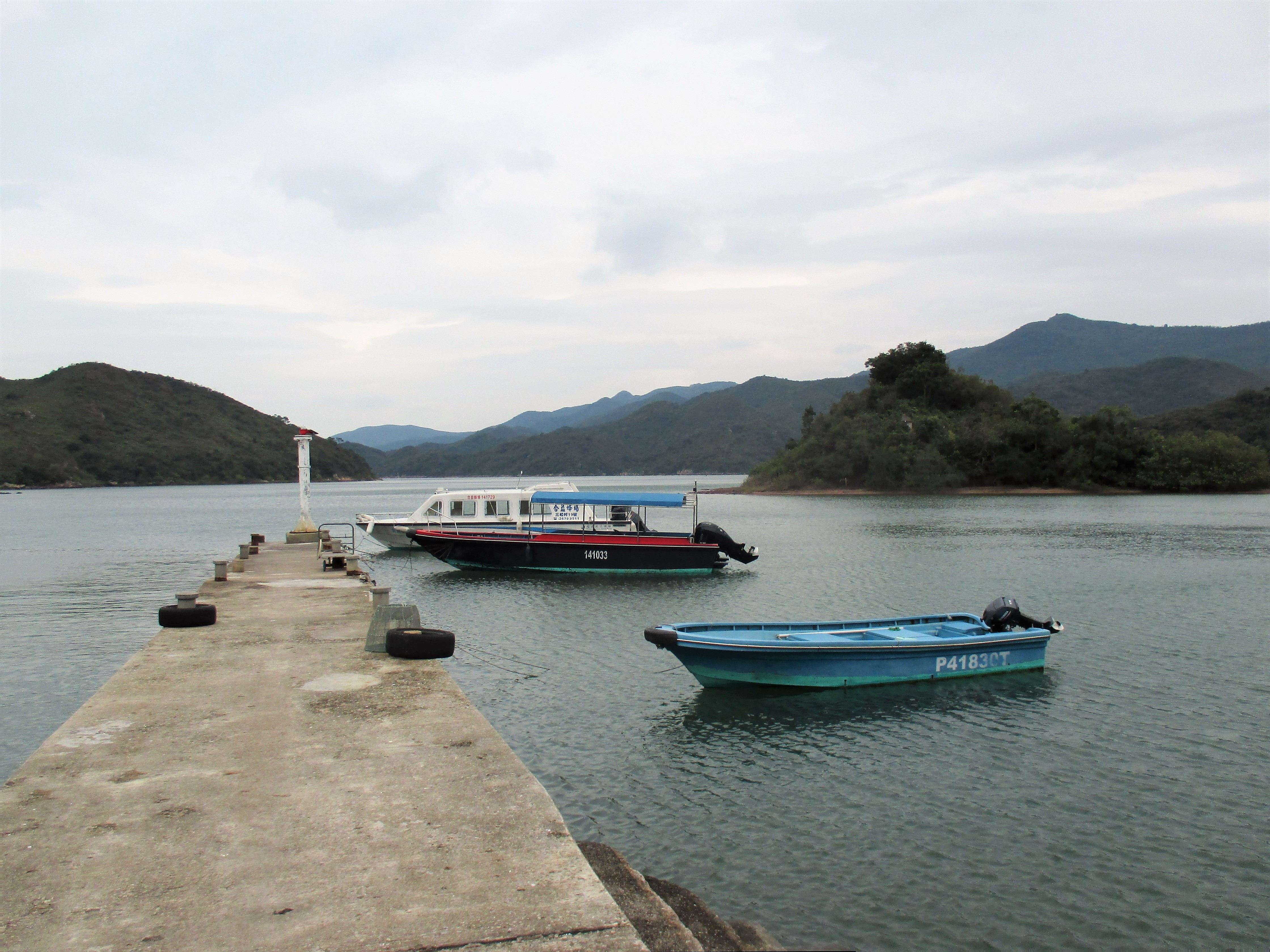
三椏灣，三椏村旁邊的一個海灣

三椏村是香港新界東北的一個村莊，因三椏灣而得名。

## 歷史
三椏村的曾氏與馬車嶺上及荔枝窩的曾氏是同宗。 
在20世紀50年代和60年代的鼎盛時期，村裡有200多名居民，但在20世紀60年代末，大多數男人離開村莊，到英國和荷蘭尋找工作。
三椏村是慶春約客家村落之一村落包括谷塘、荔枝窩、梅子林、牛石湖、三椏、小灘)和鎖羅盆 。 

## 特色
如今，曾氏宗祠和廢棄的三村學校依然矗立在那裡，但是平日這裡卻很少有人煙。然而，每到週末，一些曾氏家族成員就會回到祖籍村落經營幾家商店，為越來越多的遊客提供食宿。直到今天，三椏村仍然只能乘船或步行到達。三椏村是新界小型屋宇政策下的認可村莊。 